# 미야코지마구
미야코지마구(일본어: 都島区 미야코지마쿠[*])는 일본 오사카부 오사카시를 구성하는 24개 구 중 하나이다. 남부는 교바시역을 중심으로 한 번화가이고 북중부는 주택지이다. 특히 북부는 1980년대의 벨 파크 시티에서 시작된 공장의 철거지를 이용한 고층 맨션의 건설 러시가 이어지고 있다.

## 지리
구내 전역이 오사카 평야에 존재해 평지이다. 우에마치 대지의 동쪽 변두리에 있고 야요이 시대까지 존재하던 가와치 호수에 해당하는 오사카시 북동부는 해발이 2m 이하이다. 남부는 네야강, 서부는 오카와강, 북서부는 요도강이 구 경계가 되어 있다. 이전에는 미야코지마 이남의 조토구와의 경계에서 북서쪽 방향으로 네야강과 오카와강을 연결하는 에나미강이 흐르고 있었지만 1950년대에 매립되어 도로나 공원이 되었다. 현재는 "사쿠라 소교"의 지명이 남아 있다.

### 인접한 지자체
- 기타구
- 주오구
- 조토구
- 아사히구
- 히가시요도가와구

## 역사
1943년에 기타구와 아사히구에서 분리되어 성립하였다. 구명의 유래는 나가라도요사키궁의 동안에 위치하고 있던 이유로 붙은 "미야코지마(宮向島)"라는 이름이 변화했다는 설과 단순하게 도시가 있던 것에서 붙었다는 두 개의 설이 현재 유력하다. 도요토미 히데요시의 시대에는 남부의 교바시 주변이 교카이도(현 국도 1호선)의 여인숙 마을로 번창하기 시작했고 에도 시대에 들면서 현재의 미야코지마 이북 지역이 도시 근교의 농촌 지대로 개간되기 시작했다.
메이지 시대 이후에는 오사카의 급속한 발전으로 점차 농촌 지역에서 주택지, 공업지, 상업지가 혼재한 시가지로 변모하였고 오사카시 북부의 유수한 산업 지구가 되었다. 전후에도 인구 증가가 계속되어 섬유업이나 경공업을 중심으로 많이 발전했지만 1970년대 이후에는 지가 상승이나 도넛화 현상 등과 함께 공장은 교외로 이전하였고 시가지에서는 노동 인구층의 인구 유출이 일어났다. 이것 때문에 미야코지마구는 오랫동안 정체되어 있었지만 리버사이드나 1982년에 가네보의 공장 철거지에 대형 고층주택군 벨파크의 건설이 시작된 것을 계기로 도심과 근접하며 교통 좋은 이상적인 주택지로서 가치를 인정받아 맨션 건설, 시가지 재개발이 가속화되고 있다. 구의 인구는 2004년에 10만 명대를 회복하였고 현재도 미야코지마구는 착실하게 발전을 계속하고 있다.

## 교통

### 철도
- 서일본 여객철도
  - 오사카 순환선
    - (← 기타구 덴마역) - 사쿠라노미야역 - 교바시역 - (주오구 오사카조코엔역 →)

  - JR 도자이선・가타마치선
    - (← 기타구 오사카텐만구역) - 오사카조키타즈메역 - 교바시역 - (조토구 시기노역 →)

- 오사카 메트로
  - 다니마치선
    - (← 기타구 덴진바시스지 6초메역) - 미야코지마역 - 노에우친다이역 - (아사히구 세키메타카도노역 →)

  - 나가호리쓰루미료쿠치선
    - (← 주오구 오사카 비즈니스파크역) - 교바시역 - (조토구 가모 4초메역 →)

- 게이한 전기 철도
  - 본선
    - (← 주오구 덴마바시역) - 교바시역 - (조토구 노에역 →)

### 도로
- 한신 고속도로
- 국도 1호선